# Federazione di rugby a 15 di Cuba
La Federazione Rugby XV di Cuba è l'organo che governa il Rugby a 15 a Cuba.
Non è riconosciuta dall'International Rugby Board (IRB) ma è associata alla Confederación Sudamericana de Rugby (CONSUR).